# Baškirská jaderná elektrárna
Baškirská jaderná elektrárna (rusky Башкирская АЭС) je nedokončenou jadernou elektrárnou v Rusku. Nachází se u města Agiděl v Baškortostánu, nedaleko Něftěkamsku. Výstavba byla přerušena pod tlakem veřejnosti v důsledku černobylské havárie v roce 1990. Elektrárna se měla stát jednou z největších v Sovětském svazu, projekt počítal s celkovým výkonem až 6000 MW. Měla provozovat stejné bloky jako Temelín.
K chlazení reaktorů začalo být budováno jezero podobné tomu, jaké je např. v jaderné elektrárně Kursk.

## Historie a technické informace

### Počátky
Poprvé se jaderná elektrárna v Baškortostánu uvažovala již koncem 60. let. Vzhledem k tomu, že v budoucnu mohl v evropské části Sovětského svazu nastat deficit elektřiny, protože konvenční zdroje pro tepelné elektrárny byly omezené a příliš nákladné na dovoz ze Sibiře, bylo nutné tyto kapacity zajistit a jako perspektivní zdroj se jevila především jaderná energie. Umístění jaderné elektrárny bylo mimořádně přísné, jelikož lokalita musela splňovat mnoho požadavků, například dostatek technické vody, stabilní a seizmicky klidnou oblast. Dále muselo být postaveno satelitní městečko elektrárny pro budovatele a následně zaměstnance zařízení.
Projekt jaderné elektrárny byl vypracován v souladu s usnesením ÚV KSSS a Rady ministrů SSSR ze dne 26. června 1980 č. 540-176. Projektovaný výkon elektrárny byl 4000 MW s možností rozšíření na 6000 MW. Jedná se o standardizovaný unifikovaný projekt jaderné elektrárny s reaktory VVER-1000/320. Stejný projekt byl použit v Jaderné elektrárně Temelín, Chmelnyckyj a dalších elektrárnách. Bloky měly být spouštěny jeden po druhém, jak je u tohoto projektu zvykem.
Poté, co bylo zajištěno financování, začaly již v roce 1980 první stavební práce na staveništi. Dále začalo být budováno město Agiděl.

### Výstavba
Výstavba prvního bloku byla zahájena dne 1. ledna 1983. Jedná se o čtyřsmyčkový tlakovodní reaktor VVER-1000/320. Hrubý výkon bloku měl dosahovat 1000 MW a čistý 950 MW. Původně se počítalo s jeho zprovozněním v roce 1990.
Druhý blok začal být budován 1. prosince 1983. Výkon, koncepce a typ reaktoru zůstaly stejné. Harmonogram výstavby počítal s uvedením do provozu v roce 1990.
Plánovány byly další 2 bloky a později další 2, ale harmonogram pro ně neexistuje, protože k výstavbě nikdy nedošlo.
V roce 1986 se lidé z okolních měst a vesnic začali bouřit proti výstavbě elektrárny v důsledku havárie v Černobylu a v Něftěkamsku se pořádaly protesty. Ty pokračovaly až do roku 1990. V září 1990 byla výstavba Baškirské jaderné elektrárny ukončena na základě usnesení Nejvyšší rady Baškirské autonomní sovětské socialistické republiky, iniciované Státním výborem pro ochranu přírody SSSR, který radě ministrů SSSR oznámil v dopise ze dne 14. prosince 1990 nemožnost realizace „projektu vypracovaného na základě zastaralých dokumentů a bez zohlednění výsledků posouzení vlivů na životní prostředí“. Do této doby bylo na výstavbu průmyslových, sociálních a kulturních zařízení vynaloženo v přepočtu přibližně 800 milionů dolarů. Výstavba elektrárny byla formálně zrušena 1. prosince 1993.

### Plány na obnovení výstavby
V roce 1998 zrušilo státní shromáždění Autonomní republiky Baškortostán zákaz výstavby jaderných elektráren v Baškortostánu. V roce 2001 došlo k dohodě mezi Rosenergoatomem a vedením republiky o obnovení výstavby. V dubnu 2001 byl vydán příkaz ministra pro atomovou energii Ruské federace o organizaci prací na výstavbě jaderné elektrárny v Baškortostánu. V roce 2002 podepsal Minatom a vedení Baškortostánu dohodu o vzájemné spolupráci a o záměru na výstavbu jaderné elektrárny. Ve stejném roce byl Baškortostán přidán do programu výstavby jaderných elektráren Ruska. Na začátku 21. století se počítalo s tím, že elektrárna bude vybavena dvěma reaktory VVER-1000/320 a dvěma VVER-1500, což by z ní činilo největší jadernou elektrárnu Ruska v té době. Výstavba však nebyla zahájena z ekonomických důvodů, ačkoliv na to již byly ze státního rozpočtu vyčleněny finance.
Nyní je plánována výstavba dvou VVER-TOI o hrubém výkonu 1255 MW každý po roce 2035 po dokončení nahrazování dosluhujících jaderných elektráren s reaktory RBMK.

## Informace o reaktorech
| Reaktor        | Typ reaktoru  | Výkon  | Výkon   | Zahájení stavby | Připojení k síti                         | Uvedení do provozu                       | Uzavření |
| Reaktor        | Typ reaktoru  | Čistý  | Hrubý   | Zahájení stavby | Připojení k síti                         | Uvedení do provozu                       | Uzavření |
| -------------- | ------------- | ------ | ------- | --------------- | ---------------------------------------- | ---------------------------------------- | -------- |
| Baškortostán-1 | VVER-1000/320 | 950 MW | 1000 MW | 1. 1. 1983      | Výstavba zrušena 1. 12. 1993             | Výstavba zrušena 1. 12. 1993             |          |
| Baškortostán-2 | VVER-1000/320 | 950 MW | 1000 MW | 1. 12. 1983     | Výstavba zrušena 1. 12. 1993             | Výstavba zrušena 1. 12. 1993             |          |
| Baškortostán-3 | VVER-1000/320 | 950 MW | 1000 MW |                 | Přípravy na výstavbu zrušeny 1. 12. 1993 | Přípravy na výstavbu zrušeny 1. 12. 1993 |          |
| Baškortostán-4 | VVER-1000/320 | 950 MW | 1000 MW |                 | Přípravy na výstavbu zrušeny 1. 12. 1993 | Přípravy na výstavbu zrušeny 1. 12. 1993 |          |
| Baškortostán-5 | VVER-1000/320 | 950 MW | 1000 MW |                 | Plánování zrušeno 1. 12. 1993            | Plánování zrušeno 1. 12. 1993            |          |
| Baškortostán-6 | VVER-1000/320 | 950 MW | 1000 MW |                 | Plánování zrušeno 1. 12. 1993            | Plánování zrušeno 1. 12. 1993            |          |